# ソルビトール-6-ホスファターゼ
ソルビトール-6-ホスファターゼ(Sorbitol-6-phosphatase、EC 3.1.3.50)は、以下の化学反応を触媒する酵素である。
ソルビトール-6-リン酸 + 水{\displaystyle \rightleftharpoons }ソルビトール + リン酸
従って、この酵素の基質はソルビトール-6-リン酸と水の2つ、生成物はソルビトールとリン酸の2つである。
この酵素は加水分解酵素に分類され、特にリン酸モノエステル結合に作用する。系統名は、ソルビトール-6-リン酸 ホスホヒドロラーゼ(sorbitol-6-phosphate phosphohydrolase)である。